# Скандија (Канзас)
Скандија (енгл. Scandia) град је у америчкој савезној држави Канзас.

## Демографија
По попису из 2010. године број становника је 372, што је 64 (-14,7%) становника мање него 2000. године.
| Група             | 2000.       | 2010.       |
| Белци             | 433 (99,3%) | 362 (97,3%) |
| Афроамериканци    | 0 (0,0%)    | 0 (0,0%)    |
| Азијати           | 0 (0,0%)    | 0 (0,0%)    |
| Хиспаноамериканци | 0 (0,0%)    | 6 (1,6%)    |
| Укупно            | 436         | 372         |